# Gruppo astronauti JAXA 6
Il Gruppo astronauti JAXA 6 è formato da due astronauti che la JAXA selezionò nel febbraio 2023.
Nell'aprile 2023 iniziò l'addestramento astronautico di base della JAXA la candidata astronauta Ayu Yoneda, mentre l'altro candidato, Makoto Suwa, lo iniziò a luglio 2023. Nell'ottobre 2024 entrambi completarono l'addestramento di base, divenendo ufficialmente astronauti JAXA. Da quale momento in poi hanno iniziato l'addestramento pre-assegnamento di missione negli altri Paesi partner della Stazione spaziale internazionale, al Johnson Space Center negli Stati Uniti, al Centro europeo per gli astronauti a Monaco, al Centre spatial John H. Chapman in Canada e al Centro di addestramento cosmonauti Jurij Gagarin in Russia.

## Lista degli astronauti
- Makoto Suwa[3]
- Ayu Yoneda[4]